# New York Jets 1971
La stagione 1971 dei New York Jets è stata la seconda della franchigia nella National Football League, la 12ª complessiva. Prima dell'inizio della stagione regolare, Joe Namath si infortunò in una gara di pre-stagione contro i Detroit Lions venendo costretto a un'operazione chirurgica, il wide receiver All-Pro George Sauer si ritirò a sorpresa nel picco della carriera e il defensive end All-Pro Verlon Biggs esercitò un'opzione nel proprio contratto firmando con i Washington Redskins.
Dopo avere saltato 19 gare consecutive tra il 1970 e il 1971, Namath fece ritorno in azione contro i San Francisco 49ers nel terzo quarto (il 28 settembre 1971) lanciando 258 yard e 3 touchdown ma subì un intercetto da Johnny Fuller nella end zone nell'ultima giocata di una sconfitta per 24–21. Partì poi come titolare nelle ultime tre gare, due delle quali vinte dai Jets.

## Scelte nel Draft 1971
| Giro | Scelta | Nome               | Ruolo            | College          |
| 1    | 6      | John Riggins       | Running back     | Kansas           |
| 2    | 32     | John Mooring       | Tackle           | Tampa            |
| 3    | 58     | Chris Farasopoulos | Defensive back   | BYU              |
| 4    | 84     | Bill Zapalac       | Linebacker       | Texas            |
| 6    | 136    | Phil Wise          | Tight end        | Nebraska-Omaha   |
| 7    | 162    | Scott Palmer       | Defensive tackle | Texas            |
| 8    | 188    | Roy Kirksey        | Guard            | Maryland State   |
| 9    | 214    | John Curtis        | Tight end        | Springfield      |
| 10   | 240    | Jim Bettis         | Defensive back   | Michigan         |
| 11   | 266    | Vernon Studdard    | Wide receiver    | Mississippi      |
| 12   | 292    | Rich Sowells       | Defensive back   | Alcorn           |
| 13   | 318    | John Eggold        | Defensive end    | Arizona          |
| 14   | 344    | John Harpring      | Guard            | Michigan         |
| 15   | 370    | Dan Dyches         | Center           | South Carolina   |
| 16   | 396    | Steve Harkey       | Running back     | Georgia Tech     |
| 17   | 422    | Greg Flaska        | Defensive end    | Western Michigan |

## Calendario
| Stagione regolare | Stagione regolare       | Stagione regolare | Stagione regolare      |
| Turno             | Avversario              | Risultato         | Stadio                 |
| ----------------- | ----------------------- | ----------------- | ---------------------- |
| 1                 | at Baltimore Colts      | S 22–0            | Memorial Stadium       |
| 2                 | at St. Louis Cardinals  | S 17–10           | Busch Memorial Stadium |
| 3                 | at Miami Dolphins       | V 14–10           | Miami Orange Bowl      |
| 4                 | at New England Patriots | S 20–0            | Schaefer Stadium       |
| 5                 | Buffalo Bills           | V 28–17           | Shea Stadium           |
| 6                 | Miami Dolphins          | S 30–14           | Shea Stadium           |
| 7                 | at San Diego Chargers   | S 49–21           | San Diego Stadium      |
| 8                 | Kansas City Chiefs      | V 13–10           | Shea Stadium           |
| 9                 | Baltimore Colts         | S 14–13           | Shea Stadium           |
| 10                | at Buffalo Bills        | V 20–7            | War Memorial Stadium   |
| 11                | San Francisco 49ers     | S 24–21           | Shea Stadium           |
| 12                | at Dallas Cowboys       | S 52–10           | Texas Stadium          |
| 13                | New England Patriots    | V 13–6            | Shea Stadium           |
| 14                | Cincinnati Bengals      | V 35–21           | Shea Stadium           |

## Classifiche
| AFC East             | AFC East | AFC East | AFC East | AFC East | AFC East | AFC East | AFC East | AFC East | AFC East |
|                      | V        | S        | P        | %        | DIV      | CONF     | PF       | PA       | STR      |
| -------------------- | -------- | -------- | -------- | -------- | -------- | -------- | -------- | -------- | -------- |
| Miami Dolphins       | 10       | 3        | 1        | .769     | 5–3      | 7–3–1    | 315      | 174      | V1       |
| Baltimore Colts      | 10       | 4        | 0        | .714     | 6–2      | 8–3      | 313      | 140      | S1       |
| New England Patriots | 6        | 8        | 0        | .429     | 4–4      | 6–5      | 238      | 325      | V1       |
| New York Jets        | 6        | 8        | 0        | .429     | 4–4      | 6–5      | 212      | 299      | V2       |
| Buffalo Bills        | 1        | 13       | 0        | .071     | 1–7      | 1–10     | 184      | 394      | S3       |

Nota: I pareggi non venivano conteggiati ai fini della classifica fino al 1972.